# Ель-Серро (Саламанка)
Ель-Серро (ісп. El Cerro) — муніципалітет в Іспанії, у складі автономної спільноти Кастилія-і-Леон, у провінції Саламанка. Населення — 481 особа (2010).
Муніципалітет розташований на відстані близько 190 км на захід від Мадрида, 75 км на південь від Саламанки.
На території муніципалітету розташовані такі населені пункти: (дані про населення за 2010 рік)
- Ель-Серро: 304 особи
- Вальделаматанса: 177 осіб

## Демографія
Динаміка населення (INE ):